# بيلي مارس
بيلي مارس (بالإنجليزية: Billy March)‏ (28 فبراير 1925 في المملكة المتحدة - 1974) هو لاعب كرة قدم بريطاني (وحمل سابقاً جنسية المملكة المتحدة لبريطانيا العظمى وأيرلندا) في مركز الدفاع. لعب مع نادي بارنسلي وFerryhill Athletic F.C. ‏ ونادي غيتزهد.

## وصلات خارجية
- بيلي مارس على موقع قاعدة بيانات كرة القدم.إي يو (الإنجليزية)